# Fáy Miklós
Fáy Miklós (Budapest, 1964. április 7. –) magyar újságíró, zenekritikus, publicista.

## Pályafutása
Diplomáját az ELTE Állam- és Jogtudományi Karán szerezte 1988-ban, ám inkább az újságírói szakmát választotta. 1987-től zenekritikákat írt a Vigiliának. Molnár Gál Péter hívására került a Népszabadsághoz, melynek 1994-től munkatársa volt. Zenekritikákat, valamint Wittmann fiúk néven gasztronómiai kritikákat ír. Cikkei az Élet és Irodalomban, a Pesti Műsorban, valamint a Mozgó Világban jelennek meg. 2009-ben a Csillag születik 2. című tehetségkutató műsor zsűrijének a tagja volt, illetve ő válogatta a 2010-es POSZT-ra a legjobb színházi előadásokat.

## Művei
- Kocsis Zoltán; szöveg Fáy Miklós, kép Gordon Eszter; Korona, Bp., 2004 (Vendégségben)

## Díjak
- Maecenas-díj (2003)
- A Magyar Köztársasági Érdemrend lovagkeresztje (2007)